# Teupah Barat
Teupah Barat (West Teupah) is een onderdistrict (kecamatan) van het regentschap Simeulue van de provincie Atjeh, Indonesië.

## Verdere onderverdeling
Het onderdistrict Teupah Barat is onderverdeeld in 3 kemukiman (subdistricten) en heeft 18 plaatsen/desa's (bestuurslagen) waar binnen 52 dusun's (dorpen/gehuchten) vallen. Bij Teupah Barat horen 5 eilanden waarvan Pulau Teupah bewoond is.
| Plaats code | Naam kelurahan, plaatsen en dorpen | Inwoners in 2010 |
| ----------- | ---------------------------------- | ---------------- |
| 001         | Sital                              | 273              |
| 002         | Leubang                            | 831              |
| 003         | Leubang Hulu                       | 383              |
| 004         | Awe Seubal                         | 521              |
| 005         | Lantik                             | 456              |
| 006         | Awe Kecil                          | 318              |
| 007         | Salur                              | 689              |
| 008         | Salur Latun                        | 231              |
| 009         | Salur Lasengalu                    | 519              |
| 010         | Nancala                            | 169              |
| 011         | Maudil                             | 526              |
| 012         | Inor                               | 497              |
| 013         | Naibos                             | 272              |
| 014         | Laayon                             | 225              |
| 015         | Angkeo                             | 423              |
| 016         | Bunon                              | 287              |
| 017         | Silengas                           | 395              |
| 018         | Pulau Teupah                       | 254              |

Alafan · Salang · Simeulue Barat · Simeulue Cut · Simeulue Tengah · Simeulue Timur · Teluk Dalam · Teupah Barat · Teupah Tengah · Teupah Selatan